# 수준기

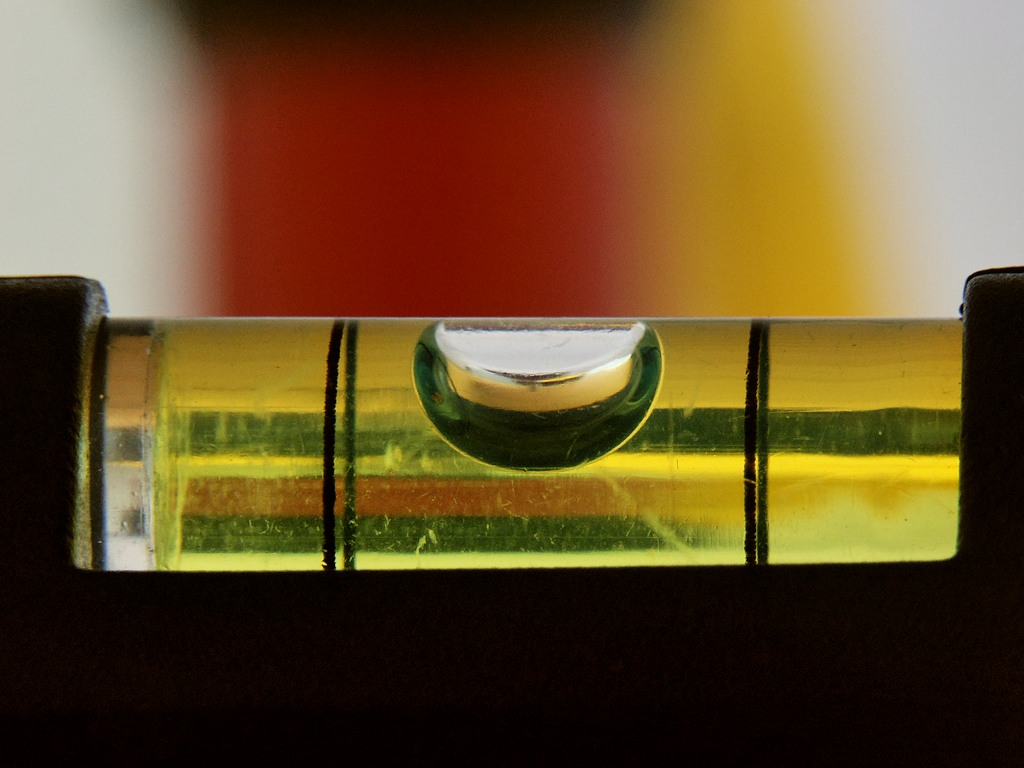

수준기(水準器)는 특정 물체의 땅에 대한 각도 및 기울기를 확인하는 기구이다. 기포관 수준기(氣泡管水準器), 레이저 수준기 등이 있다. 디지털 방식으로 된 것도 있다. 토목, 건축 등의 분야를 중심으로 널리 사용되고 있다.

## 같이 보기
- 경사계
- 다림추
- 경위의